# Þórisdalur
Þórisdalur är en dal i regionen Suðurland på Island, cirka 80 km nordost om Reykjavík. Dalen ligger på östra sidan om Kaldadalsvegur mellan Geitlandsjökull och Þórisjökull. Dalen är cirka 10 km lång, ganska djup och har branta sidor. Þórisdalur, som ligger mycket högre än Kaldidalur, är en leynidalur – en dold dal – omöjlig att upptäcka annat än uppifrån. Den är också svår att ta sig in i även om man vet var den ligger.
Otillgängligheten har gynnat folkfantasin. Klimatet i dalen troddes vara vida bättre än i världen utanför. Detta skulle bero på att dalen värmdes upp av ”underjordisk eld” (jarðeldr), vilket gjorde den till en ständigt grön ”sommardal”. Men dalen har också uppfattats som ett farligt skuggland – redan i Grettes saga berättas att dalen var så skymd av jökelis att solen endast syntes en kort tid på dagen – och den troddes vara tillhåll för útilegumenn (fredlösa) som lokalbefolkningen fruktade och ogärna ville råka i delo med.

## Grettes saga
Dalen omtalas första gången i Grette Asmundssons saga, kapitel 61. Grette, som dömts fredlös och behövde hålla sig undan, skulle enligt sagan ha fått vetskap om vägen till den dolda dalen av halvtursen Hallmundr på Hallmundarhraun. I denna dal, som trots årstiden var frodigt grön med gräs, träd och buskar, tillbringade Grette vintern 1024–1025. Så här berättas hur han kom dit:
| Grette tog sig upp på Geitlandsjökeln och vandrade sedan mot sydost. Han hade med sig en kittel samt elddon. (– – –) Grette vandrade tills han träffade på en lång och mycket smal dal, som var på alla håll omsluten av ismassor, vilka sköt ut över den. Han klättrade ned i dalen på ett ställe och såg vackra sluttningar bevuxna med gräs och buskar. Där fanns heta källor, och han trodde att det var underjordisk eld som orsakade att isen inte helt och hållet slöt sig samman över dalen. En liten å med jämna sandörar på bägge sidor rann utmed dalens botten. Solen syntes bara en kort tid på dagen, men det var förunderligt så många får som betade där. Dessa var långt större och fetare än några som han förut hade sett. Grette timrade sig en skåle av träd som fanns där. Han tog de får han behövde till mat och fann att ett enda av dessa gav honom mer och bättre föda än två vanliga får. | þá gekk hann (Grettir) upp á Geitlandsjökul, ok stefndi á landsuðr eptir jöklinum, ok hafði með sèr ketil ok eldsvirki. (– – –) Grettir fór þar til, er hann fann dal í jöklinum, langan ok heldr mjófan, ok lukt at jöklum öllum megin, svá at þeir skúttu fram yfir dalinn. Hann kvamst ofan í einhverjum stað; hann sá þá fagrar hlíðir grasi vaxnar ok smákjörr. Þar váru hverar, ok þótti hánum, sem jarðeldar myndi valda, er eigi luktust saman jöklarnir yfir dalnum. Á lítil fèll eptir dalnum, ok slèttar eyrar báðum megin. Lítill var þar sólargangr, en þat þótti hánum útal, hve margr sauðr þar var í dalnum. Þat fè var miklu betra ok feitara, enn hann hefði þvílíkt sèt. Grettir bjóst nú þar um, ok gjörði sèr skála af þeim viði, sem hann fèkk þar til. Tók hann sèr nú sauði til matar; var þar betri einn sauðr til niðrlags, enn tveir annarsstaðar. |  |

Litet längre ner i texten berättas att ett slaktat lamm gav 40 skålpund talg, och dessutom var köttet ypperligt. Det var alltså en mycket fruktbar dal som Grette hade hamnat i. Över dalen härskade en halvturs (blendingr) vid namn Tore (Þórir) – därav namnet Þórisdalur (”Tores dal”). Tore hade vackra och sällskapliga döttrar, vilket förljuvade Grettes vistelse i dalen. Icke desto mindre var händelselösheten stor. Till sist blev Grette så uttråkad att han gav sig av. Han gick då söderut över jökeln, tills han kom till fjället Skjaldbreiður. Där reste han upp en flat sten, vari han hade knackat ett hål. Detta var avsett som vägvisare. Om man satte ögat till hålet, kunde man se rakt ned i den bergsklyfta, som ledde in till dalen.
Þórisdalur omtalas också i Jón Árnasons Íslenzkar þjóðsögur (i sägner om útilegumenn) och Jón Guðmundsson den lärde skrev kvädet Áradalsóður om dalen. I detta använde han dalens noanamn Áradalur.

## Sökandet efter den dolda dalen

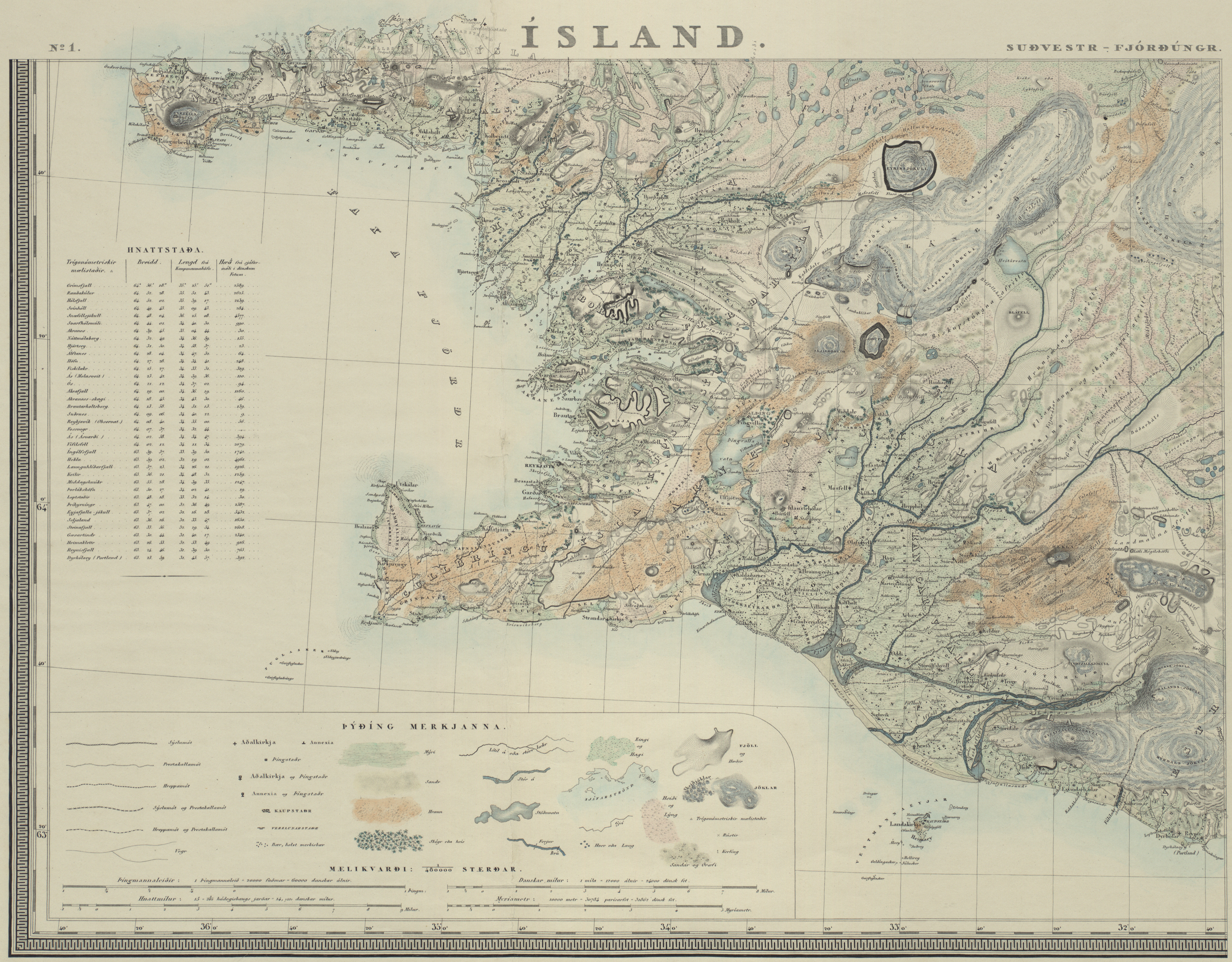
Karta av Björn Gunnlaugsson som bl.a. visar Þórisdalur. Den sydligaste delen av Geitlandsjökull kallas i dag Þórisjökull. Det namnet är nytt och har tillkommit efter det att kartan ritades 1844.

Trots att Þórisdalur ligger nära allfarvägen Kaldadalsvegur tycks lokalbefolkningen ha visat måttligt intresse för att utforska dalen, kanske beroende på dess rykte som ett näste för laglösa.
År 1664 ledde prästerna Helgi Grímsson och Björn Stefánsson en expedition för att söka efter den gömda dalen. Från vulkanen Prestahnúkur lyckades de få syn på Þórisdalur i fjärran. Någon framkomlig väg in till dalen fann de aldrig, men i sin rapport om upptäckten skriver de att dalen på avstånd tycktes dem stenig och ofruktbar. Några útilegumenn hade de inte sett.
Ett nytt försök att ta sig in i Þórisdalur, denna gång från Kaldidalur, gjordes 1753 av Eggert Ólafsson och Bjarni Pálsson under deras naturvetenskapliga expedition på Island, men också detta försök misslyckades.
De första som i modern tid lyckades utforska dalen var Björn Gunnlaugsson och Sigurður Gunnarsson då de år 1835 med sex man i följe höll på med att kartlägga Island. Vägen in till dalen var dock så krånglig att de tvingades lämna både hästar och packning utanför. Inte ett grässtrå kunde de se i dalen; bara is, sten och markmorän. Gunnlaugsson skrev en rapport om besöket 1835, och därefter blev han ända in på 1860-talet tvungen att försvara sig mot kritiker – bland dem flera präster – som trodde att han och Gunnarsson hade råkat ut för útilegumenn, vilka tvingat dem att gå med på att aldrig avslöja dalens rätta natur.
Sedan dess har dock åtskilliga personer besökt Þórisdalur, den har fotograferats av flyg och satelliter, och det står klart att sagornas uppgifter om den frodiga ”sommardalen” rymde vissa överdrifter.

## Klimat
Trakten ingår i den boreala klimatzonen. Årsmedeltemperaturen i trakten är −6 °C. Den varmaste månaden är juli, då medeltemperaturen är 4 °C, och den kallaste är februari, med −12 °C.